# Robert Lachmann
Pour les articles homonymes, voir Lachmann.
Robert Lachmann, né le 28 novembre 1892 à Berlin et mort le 8 mai 1939 à Jérusalem, est un ethnomusicologue, polyglotte, orientaliste et bibliothécaire allemand.
Il est un expert des traditions musicales du Moyen-Orient, membre et l'un des pères fondateurs de l'École berlinoise de musicologie comparative. Après avoir été contraint de quitter l'Allemagne sous le Troisième Reich en 1935 en raison de ses origines juives, il émigre en Palestine mandataire où il crée une riche archive d'enregistrements ethnomusicologiques pour l'université hébraïque de Jérusalem.

## Biographie et contributions
Robert Lachmann naît à Berlin et apprend le français et l'anglais dans sa jeunesse. Ayant été affecté comme interprète dans un camp allemand pour prisonniers de guerre musulmans pendant la Première Guerre mondiale, l'Halbmondlager, il s'intéresse aux langues, aux chants et aux coutumes des prisonniers de guerre originaires d'Afrique du Nord et d'Inde, et commence à apprendre l'arabe, ce qu'il poursuit plus tard à l'université de Berlin. Il étudie également la musicologie comparée avec Johannes Wolf, Erich von Hornbostel et Curt Sachs et publie sa thèse de doctorat en 1922 à propos de la musique urbaine en Tunisie. Outre son étude Musik des Orients (Musique de l'Orient, 1929), qui compare les systèmes musicaux de diverses traditions « orientales » de l'Afrique du Nord à l'Extrême-Orient, et une traduction d'un traité de musique (1931) rédigé par le savant arabe du IXe siècle, Al-Kindi, il édite le Zeitschrift für vergleichende Musikwissenschaft (Journal de musicologie comparée) de 1932 à 1935.
En 1935, il est démis de ses fonctions de bibliothécaire de musique à la Bibliothèque d'État de Berlin, parce qu'il était juif, et émigre à Jérusalem. À l'invitation de Judah Leon Magnes (en), chancelier et plus tard président (1935-1948) de l'université hébraïque de Jérusalem, Lachmann créé un centre pour la musique du Moyen-Orient (en) et les archives de « musique orientale » de l'université. Avec l'aide d'un seul technicien du son, il enregistre près de mille nouveaux exemples de musique profane et liturgique. Ses archives sonores sont ensuite incorporées aux archives sonores de la Bibliothèque nationale d'Israël. Lachmann meurt en 1939 à Jérusalem à l'âge de 46 ans.
Outre ses études de terrain antérieures en Tunisie et au Maroc, il participe au Congrès de musique arabe du Caire en 1932 et se voit chargé d'enregistrer les performances des artistes et des ensembles invités à la conférence. Son importante contribution à l'ethnomusicologie de l'Afrique du Nord et du Moyen-Orient se reflète dans une description de ses programmes radiophoniques, diffusés par le programme en langue anglaise du Palestine Broadcasting Service en 1936-1937, par la musicologue britannique Ruth F. Davis :

« Mettant l'accent sur les traditions musicales sacrées et séculières de différentes communautés « orientales » vivant à Jérusalem et aux alentours, y compris les Arabes bédouins et palestiniens, les Juifs yéménites, kurdes et baghdadis, les coptes et les samaritains, les conférences de Lachmann sont illustrées par plus de trente exemples musicaux joués en direct dans le studio par des musiciens et chanteurs locaux et enregistrés simultanément sur disque métal. Dans deux conférences (numéros 10 et 11), basées sur des enregistrements commerciaux, il contextualise les performances en direct avec des enquêtes de grande envergure sur les traditions musicales urbaines de l'Afrique du Nord et du Moyen-Orient, s'étendant au-delà du monde arabe jusqu'à la Turquie, la Perse et l'Hindoustan. »

## Publications
- Die Musik in den tunisischen Städten (Musique dans les villes de Tunisie), 1922 (thèse de doctorat)
- Musik des Orients (Musique de l'Orient), Breslau, Ferdinand Hirt, 1929 (lire en ligne)
- Ja'qūb Ibn Isḥāq al-Kindi: Risāla fī Khubr tā'līf al-alhān: Über die Komposition der Melodien (avec Mahmoud El Hefny (de)), Leipzig, Fr. Kistner et C.F.W. Siegel, 1931 (Veröffentlichungen der Gesellschaft zur Erforschung der Musik des Orients, 1).
- Jewish Cantillation and Song in the Isle of Djerba, Jérusalem, Université hébraïque de Jérusalem, 1940